# Fruitland Township (Iowa)
Fruitland Township est un township du comté de Muscatine en Iowa, aux États-Unis,.
Le comté est fondé le 9 novembre 1887.

## Source de la traduction
- (en) Cet article est partiellement ou en totalité issu de l’article de Wikipédia en anglais intitulé « Fruitland Township, Muscatine County, Iowa » (voir la liste des auteurs).